# Malzella
Malzella is een geslacht van kreeftachtigen uit de klasse van de Ostracoda (mosselkreeftjes).

## Soorten
- Malzella bellegladensis (Kontrovitz, 1978) Hazel, 1983 †
- Malzella conradi (Howe & Mcguirt in Howe, Hadley et al., 1935) Hazel, 1983 †
- Malzella evexa Hazel, 1983 †
- Malzella floridana (Benson & Coleman, 1963) Hazel, 1983
- Malzella littorala (Grossman, 1965) Cronin, 1986